# Lurio lethierryi
Lurio lethierryi är en spindelart som först beskrevs av Władysław Taczanowski 1871 [1872.  Lurio lethierryi ingår i släktet Lurio och familjen hoppspindlar. Inga underarter finns listade i Catalogue of Life.